# Забрана комунистичких симбола
Комунистичке симболе су делимично или у целини забраниле бројне државе у свету. Као део ширег процеса декомунизације, ове забране су углавном предложене или спроведене у земљама које су припадале источном блоку током Хладног рата, укључујући и неке постсовјетске државе. У неким земљама, забране се такође протежу на забрану пропагирања комунизма у било ком облику, уз различите казне које се примењују на прекршиоце. Иако су забране које намећу ове земље номинално усмерене на комунистичку идеологију, оне могу бити праћене популарним анти-левичарским осећањем и стога дефакто забраном свих левичарских филозофија, као што је социјализам док се изричито не доноси закон за њиховој забрани.

## Табела држава у којима су комунистички симболи забрањени, делимично забрањени и у којима су раније били забрањени или се тежило забрани
| Држава / Регион | Легалност комунистичких симбола | Изузеци                                                                                                   |
| --------------- | ------------------------------- | --- |
| Албанија        | Легално                         | Н/Д |
| Бразил          | Легално                         | Н/Д |
| Бугарска        | Легално                         | Н/Д |
| Хрватска        | Легално                         | Н/Д |
| Чешка           | Легално                         | Н/Д |
| Данска          | Легално                         | Н/Д |
| Естонија        | Легално                         | Н/Д |
| Француска       | Легално                         | Н/Д |
| Европска унија  | Легално                         | Н/Д |
| Грузија         | Илегално                        | Образовне сврхе; комунистички симболи који нису везани за Совјетски Савез                                 |
| Немачка         | Илегално                        | Образовне сврхе; комунистичких симбола који нису везани за Комунистичку партију Немачке и Источну Немачку |
| Мађарска        | Легално                         | Н/Д |
| Индонезија      | Илегално                        | Н/Д |
| Израел          | Легално                         | Н/Д |
| Летонија        | Илегално                        | Комунистички симболи који нису совјетски                                                                  |
| Литванија       | Илегално                        | Комунистички симболи који нису совјетски                                                                  |
| Молдавија       | Легално                         | Н/Д |
| Пољска          | Легално                         | Н/Д |
| Румунија        | Легално                         | Н/Д |
| Русија          | Легално                         | Н/Д |
| Јужна Кореја    | Илегално                        | Образовне сврхе; комунистичких симбола који нису везани за Северну Кореју                                 |
| Шведска         | Легално                         | Н/Д |
| Република Кина  | Легално                         | Н/Д |
| Украјина        | Илегално                        | Образовне сврхе                                                                                           |
| САД             | Легално                         | Н/Д |

## Повезaнo
- декомунизација
- макартизам
- aнтикoмунизaм
- лycтpизaм
- тоталитаризам
- конзервативизам